# Nậm Giôn
Nậm Giôn là một xã thuộc huyện Mường La, tỉnh Sơn La, Việt Nam.
Xã có diện tích 120,55 km², dân số năm 1999 là 2.235 người, mật độ dân số đạt 19 người/km².